# Špinavá válka
Špinavá válka (španělsky Guerra Sucia) je označení užívané pro období státem podporovaného násilí v Argentině od počátku sedmdesátých let do roku 1983. Oběťmi tohoto teroru se staly tisíce levicových aktivistů včetně odborářů, studentů, novinářů, členů marxistických a perónistických guerill a jejich sympatizantů. Okolo deseti tisíc lidí „zmizelo“ přičiněním guerilly Montoneros či Lidové revoluční armády (Ejército Revolucionario del Pueblo, ERP). Celkový počet mrtvých či „zmizelých“ je odhadován na 9000–30 000.

## Předcházející události
V roce 1955, po dvou neúspěšných pokusech (1951 a 1955) došlo k uskutečnění puče proti demokraticky zvolenému prezidentovi Juanu Perónovi. Toto nepochybně vedlo k proskripci perónismu ozbrojenými složkami. Perónisté začali následně po převratu organizovat odpor, především na pracovištích a v odborech. V průběhu času došlo k částečnému obnovení demokratické vlády, sliby o politické svobodě pro perónisty však nebyly splněny. Následkem toho se začaly v 60. letech objevovat ozbrojené guerilly podporující toto hnutí (jmenovitě perónističtí Uturuncos, guevaristická Guerillová armáda chudých (Ejército Guerrillero de los Pobres, EGP)). Obě skupiny byly relativně malé a byly rychle poraženy. Jorge Ricardo Masetti, vůdce EGP, je některými považován za prvního „zmizelého“ v Argentině. Do roku 1973 byly za hlavní revoluční skupiny považovány Perónistické ozbrojené složky (Fuerzas Armadas Peronistas, FAP), marxisticko-leninsko-perónistické Revoluční ozbrojené složky (Fuerzas Armadas Revolucionarias, FAR) a marxisticko-leninské Osvobozenecké ozbrojené složky (Fuerzas Armadas de Liberación, FAL). FAL se zapsaly do povědomí v roce 1969 přepadením vojenské základny Campo de Mayo v Buenos Aires, kde zcizili 100 útočných pušek elitnímu prvnímu pěchotnímu regimentu Patricios (Regimiento de Infantería 1 “Patricios”).

## Průběh

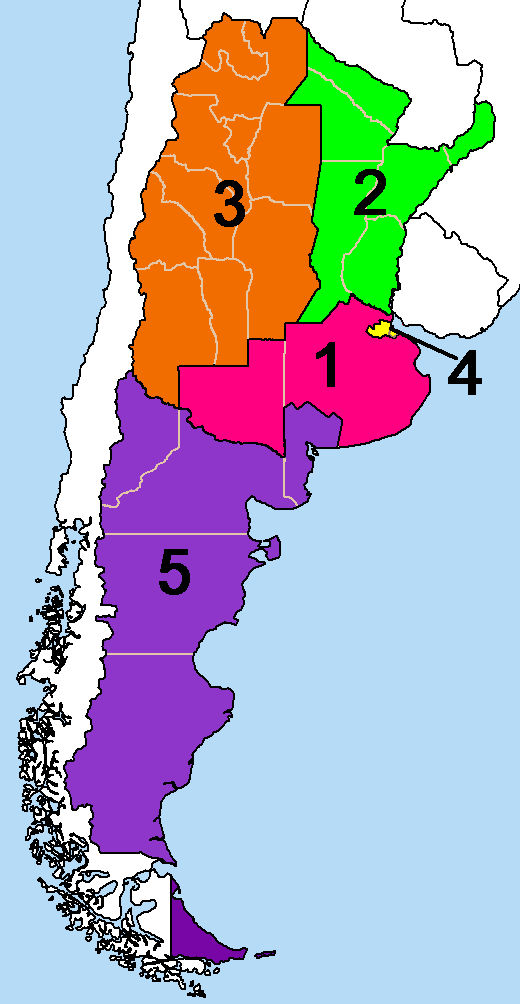
Rozdělení Argentiny do vojenských zón v letech 1975–1983

### Počátky
Tato forma státního terorismu byla prováděna primárně za vojenského režimu Jorge Rafaela Videly (v letech 1976–1981 prezident země) pod záštitou Operace Condor, pokračovala však dále, dokud nebyla nastolena občanská vláda v roce 1983. O přesné chronologii těchto politických represí se diskutuje, nicméně atentáty na odboráře byly páchány již v roce 1973. Objevují se i případy státem podporovaného násilí proti perónistům a levicovým aktivistům sahající až k náletu na náměstí Plaza de Mayo v Buenos Aires v roce 1955. Za počátek „Špinavé války“ lze považovat i Trelewský masakr v Patagonii v roce 1972, od roku 1973 páchané akce Argentinskou antikomunistickou aliancí (Alianza Anticomunista Argentina, AAA) či vojenská operace argentinských vojenských složek zvaná Operace Nezávislost (Operativo Independencia), prováděná v roce 1975 Isabelou Martínezovou de Perón (prezidentka země v letech 1974–1976) v provincii Tucumán proti levicové guerille ERP.

### Samotný průběh
Časem došlo ke sloučení několika ozbrojených složek; FAR se spojila se skupinou Montoneros (Movimiento Peronista Montonero), FAP a FAL se včlenily do ERP. V roce 1970 byl Pedro Eugenio Aramburu, jeden z původců puče roku 1955 a prezident země v letech 1955–1958, unesen a později zabit guerillou Montoneros, jakožto jejich první ohlášená vojenská akce. Stejného roku byla založena ERP. Na počátku 70. let se únosy a vraždy vysoce postavených vojenských a policejních činitelů ultralevicovými skupinami děly téměř každý týden. V 70. letech byly krajní levicové složky též spojovány s bombovými útoky a demolicemi nespočtu budov, které většinou spadaly pod armádní či policejní správu. Útoky na civilní a nevládní cíle však nebyly výjimkou, v roce 1972 byl proveden bombový útok na hotel Sheraton v Buenos Aires, kdy bylo činu přítomno zhruba 700 lidí, a roku 1975 byl proveden útok na divadlo v centru Buenos Aires. Roku 1978 odpálená silná nálož, která byla namířena proti admirálovi, doslova roztrhla devítiposchoďovou obytnou budovu a usmrtila tři civilisty a ostatní uvěznila v troskách. Podle údajů Mezinárodního kongresu pro oběti terorismu mají tyto levicové teroristické činy v Argentině na svědomí 16 000 obětí, jakožto usmrcení, poranění a únosy. Mezi oběťmi jsou civilisté a vojenští pracovníci. Argentinské informační služby přisuzují hnutí ERP odpovědnost za usmrcení přinejmenším 700 lidí, do tohoto čísla nejsou zahrnuté útoky na policejní a vojenské jednotky a únosy a loupeže.
V roce 1973 se Juan Perón vrátil z exilu, na oslavu této události se na mezinárodním letišti v Buenos Aires shromáždilo mnoho jeho příznivců. V průběhu shromáždění však došlo k ostřelovačskému masakru pod režií AAA, namířenému proti členům hnutí Perónistická mládež a Montoneros. Tento incident označovaný jako Ezeizský masakr předznamenal konec spojenectví levicových a pravicových frakcí uvnitř perónismu. Roku 1974, krátce před svou smrtí, oznámil Juan Perón ukončení podpory Montoneros. Během následného působení jeho ženy Isabely Martínezové de Perón v úřadu prezidenta tak guerillové hnutí AAA získalo na síle. Začalo přibývat ozbrojených konfliktů a roku 1975 odsouhlasila prezidentka řadu výnosů zplnomocňujících armádu a policii k „anihilaci“ levicových guerill, především činnost ERP v provincii Tucumán. Tyto operace argentinských vojenských složek jsou označovány jako Operace Nezávislost (Operativo Independencia). Martinézová byla z úřadu vytlačena v roce 1976, kdy se vlády ujal režim vojenské junty Jorge Rafaela Videly. Pozdějšími nejvyššími představiteli režimu byli od roku 1981 Roberto Eduardo Viola a Leopoldo Fortunato Galtieri. Režim nesl název Proces národní reorganizace (Proceso de Reorganización Nacional, často jen el Proceso. Režim byl primárně zodpovědný za nezákonné zatýkání, mučení, zabíjení, „zmizení“ a systematické pronásledování tisíců lidí, primárně odborářů, studentů a aktivistů. Tyto akce bezpečnostních složek a ozbrojených skupin probíhaly ruku v ruce společně s podobnými akcemi ostatních diktátorských režimů jižní Ameriky té doby po záštitou Operace Condor, která byla podporována CIA.
Okolo 8 600 “zmizelých” bylo vlivem mezinárodního nátlaku dodatečně propuštěno formou soudního nařízení. V roce 1979 nabídl americký prezident Jimmy Carter přijetí 3 000 „zmizelých“ ve formě soudního nařízení do země, za podmínky, že nemají žádnou teroristickou minulost.

### Ukončení
Režim junty byl ukončen roku 1983. Prezidentem země se stal Raúl Alfonsín, pozdější ikona obnovené argentinské demokracie. Za jeho vlády byla zřízena speciální komise pro vyšetřování činů minulého režimu Národní komise o zmizení lidí (Comisión Nacional sobre la Desaparición de Personas, CONADEP). Došlo k obvinění osob odpovědných za zločiny minulého režimu a jako v jediném případě v Latinské Americe také k Procesu junt (Juicio a las Juntas).

## Oběti
V roce 2006 označil argentinský soud vládní zločiny ze 70. let za zločiny proti lidskosti a genocidu. Ačkoli se zdroje hovořící o přesném počtu zabitých či „zmizelých“ neshodují, obecně je za toto číslo považováno 9 000 až 30 000. Zatímco počáteční zpráva vyšetřovací komise z roku 1984 hovoří o 9 000 obětech, úřady postupně toto číslo zvýšily na současných 18 000. Většina aktivistů a organizací bojujících za lidská práva v Argentině však hovoří o skutečném počtu obětí sahající až k číslu 30 000. Organizace Amnesty International v roce 1979 udala, že 15 000 „zmizelých“ bylo uneseno, mučeno a případně i zabito. Dokumenty nalezené v roce 2006 ukazují, že chilští agenti v Argentině v roce 1978 podali zprávu o tom, že argentinská armáda má 22 000 zdokumentovaných případů včetně usmrcení a únosů.